# Laura Natalia Esquivel
Pour les articles homonymes, voir Esquivel.
 (août 2025).
Si vous disposez d'ouvrages ou d'articles de référence ou si vous connaissez des sites web de qualité traitant du thème abordé ici, merci de compléter l'article en donnant les références utiles à sa vérifiabilité et en les liant à la section « Notes et références ».
Laura Natalia Esquivel est une actrice et chanteuse argentine née le 18 mai 1994 à Buenos Aires. Elle tenait les rôles principaux dans les telenovelas pour enfants De tout mon cœur où elle joue le rôle de Patricia et Love Divina, où elle joue le rôle de Divina
En 2013 elle remporte le programme Tu cara me suena.

## Biographie
Laura Natalia Esquivel est née le 18 mai 1994 à Buenos Aires de Jorge Esquivel et Silvana, tous deux médecins. Elle est d’origine italienne du côté maternel.

## Carrière
Elle a participé à plusieurs émissions comme Guinzburg And Kids.
En 2003 elle joue le double rôle de Wendy et d'Enfant perdue dans la pièce Peter Pan dans la compagnie de théâtre Cie. Après avoir obtenu le premier prix comme révélation au festival de la chanson pour enfants de la Villa Maria, elle a aussi voyagé au Mexique en représentant l'Argentine dans le concours de talents pour enfants Código F.A.M.A International (es).
En 2017, elle joue le rôle principal dans la telenovela  Divina, está en tu corazón.

## Vie privée
En 2015, Elle a eu une relation amoureuse avec José Barrientos jusqu’en 2017. Depuis fin 2017, elle est fiancée à Facundo Cedeira.

## Discographie

### Bande-son
- 2007 : Patito Feo: La historia más linda
- 2007 : Patito Feo: La historia más linda en el Teatro
- 2008 : Patito Feo: La vida es una fiesta

### Album en direct
- 2004 : Peter Pan, Todos Podemos Volar
- 2010 : Patito Feo: El musical más bonito

### Album solo
- 2018 : Siento que lo haré

## Filmographie

### Longs métrages
- 2010 : Natale in Sudafrica : Laura Rischio
- 2011 : Maktub : Linda

### Séries Télévisées
- 2007 - 2008 : Le Monde de Patricia (Patito Feo), 303 épisodes : Patricia Díaz Rivarola Castro
- 2017 : Love Divina (Divina, está en tu corazón), 60 épisodes : Divina

### Émissions
- 2003 : Guinzburg And Kid
- 2004 : Minipulsaciones
- 2004 : Código F.A.M.A.
- 2005 : Código F.A.M.A. Internacional
- 2006 : Kids Match
- 2010 : Mundo Teen
- 2010 : Esperando a Patito
- 2011 : ¡Hasta Siempre, Patito!
- 2011 : We love Patito
- 2012 : Giro Giro Tour
- 2012 : La posta di Laura
- 2013 - 2015 : Tu cara me suena

### Téléfilm
- 2010 : Un paradiso per due : Margherita

## Tournées
- 2007 - 2008 : Patito Feo: La historia más linda en el Teatro
- 2009 : Patito Feo: El Show más lindo
- 2009 - 2011 : Patito Feo: El musical más bonito con Laura Esquivel

## Théâtre
- 2003 : Peter Pan, Todos Podemos Volar
- 2007 - 2008 : Patito Feo: La historia más linda en el Teatro
- 2013 : Los Locos Addams
- 2013 - 2014 : Primeras Damas del Musical Argentino
- 2015 : Damas y Señores del Musical Argentino
- Depuis 2019 : Gente feliz
- 2022 : Kinky Boots (version en espagnol)[1]